# ماتیاس ساندورف
ماتیاس ساندورف (به فرانسوی: Mathias Sandorf) رمانی است در سبک ماجراجویانه که توسط ژول ورن نوشته شده‌است و در سال ۱۸۸۵ به چاپ رسیده‌است.
این اثر به صورت نمایش‌نامه‌ای در ۵ پرده در پاریس در دهه ۱۸۸۰ اجرا شد.
همچنین سه نسخه سینمایی و تلویزیونی از این کتاب تهیه شده‌است.
- در سال ۱۹۶۳ توسط ژرژ لامپن
- در سال ۱۹۲۱ توسط آنری فکور
- در سال ۱۹۷۹ توسط ژان-پیر دوکور